# Associação de Alexander Bell para os Surdos
A Associação de Alexander Bell para os Surdos, também conhecida como a Associação A. G. Bell é um recurso na ajuda ao escutar, aprender, falar e viver independentemente com perda auditiva. Através de publicações, promoção, formação, bolsas e auxílios financeiros, a A. G. Bell A Associação promove a utilização do oralismo como meio de aquisição da língua, bem como tecnologia auditiva e implantes cocleares. Ela está sediada em Washington, D.C., com filiais localizadas nos Estados Unidos com uma rede de afiliados internacionais.